# Понятовский, Щенсный Адамович
Щенсный Адамович Понятовский (22 апреля 1857, Цепцевичи над Горынем, Волынская губерния — 31 мая 1936, Цепцевичи над Горынем, Луцкого повята, Волынского воеводства) — землевладелец, член Государственной думы Российской империи I созыва от Волынской губернии.

## Биография
Польский дворянин. Родился в семье Адама Станислава Понятовского (1808—1836) и Зофьи урождённой Фелинской. Выпускник юридического факультета Киевского университета. Служил присяжным поверенным. Владел землёй в Луцком уезде Волынской губернии.
15 апреля 1906 избран в Государственную думу Российской империи I созыва от общего состава выборщиков Волынского губернского избирательного собрания. Вошёл в состав группы Западных окраин. Товарищ секретаря Первой Государственной думы. Состоял в Аграрной комиссии. Участвовал в прениях по ответному адресу, по аграрному вопросу, о Белостокском погроме.
12—15 августа 1917 в Москве принял участие в работе Государственного совещания.

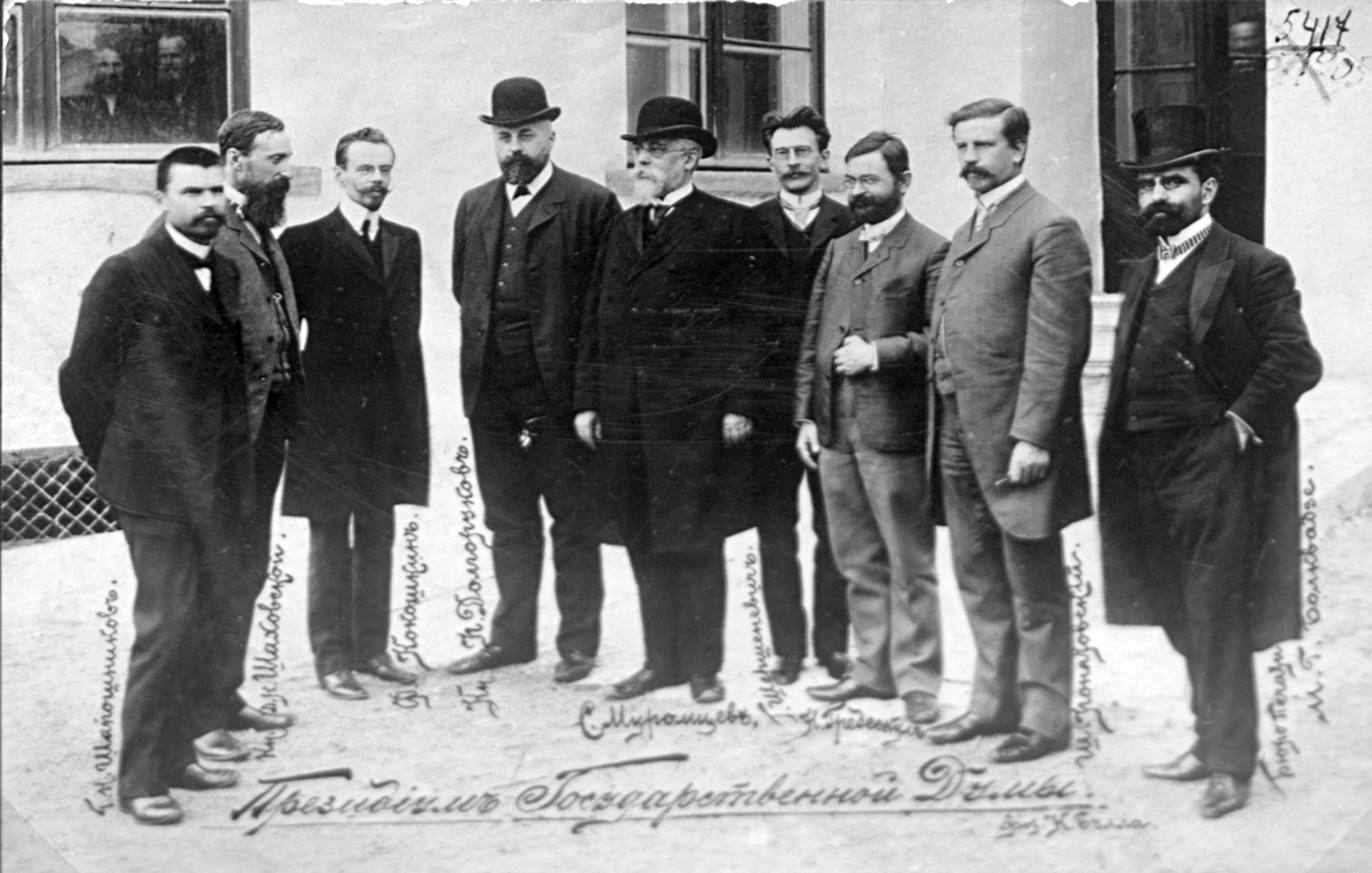
Президиум I Государственной Думы. Слева направо: Г. Н. Шапошников (от Трудовой группы), Д. И. Шаховской, Ф. Ф. Кокошкин, Пётр Д. Долгоруков, С. А. Муровцев, Г. А. Шершеневич, Н. А. Гредескул, Щ. Понятовский (от автономистов) и председатель Бюро печати М. Г. Болквадзе.

Похоронен в Брежницком приходе.

## Семья
- Брат — Казимир Юзеф Понятовский (1854—1934).